# Paavo Yrjölä
Paavo Ilmari Yrjölä (18. června 1902, Hämeenkyrö – 11. února 1980 tamtéž) byl finský atlet, olympijský vítěz v desetiboji.

## Sportovní kariéra
V olympijském desetiboji startoval poprvé v roce 1924 v Paříži, kde skončil devátý. O čtyři roky později v Amsterdamu v soutěži desetibojařů zvítězil v novém olympijském rekordu. Při svém třetím olympijském startu v Los Angeles obsadil v desetiboji šesté místo. Třikrát vytvořil světový rekord v desetiboji (nejlépe 6 724 bodů v roce 1928).